# Aavajoki
Aavajoki is een rivier in het noorden van Zweden, stroomt door de gemeente Haparanda en heeft door de geringe lengte van 26,5 kilometer geen officiële status als afwateringsgebied, dat toch 90 km² groot is. Het stroomgebied wordt gerekend tot de Keräsjoki dan wel de Sangis älv. De rivier ontstaat als bij het dorp Aavajärvi een aantal beken uit diverse meren samenstromen, stroomt vervolgens noord – zuid en mondt in de Aavaviken uit, voordat het water in de Botnische Golf verdwijnt. De rivier stroomt merendeels door niemandsland met bos en moeras.